# Флаэрти, Фрэнсис
Фрэ́нсис Фла́эрти (англ. Frances Flaherty), в девичестве — Ха́ббард (англ. Hubbard; 5 декабря 1883, Бонн, Германия — 22 июня 1972, Даммерстон, Вермонт, США) — американский сценаристка, кинорежиссёр

, кинопродюсер и монтажёр. Номинантка на премию «Оскар» (1949) в номинации «Лучший литературный первоисточник» за фильм «Луизианская история» (1948).

## Биография и карьера
Фрэнсис Джонсон Хаббард родилась в Бонне, Германия, в «семье эрудиции, благородства и привилегий»; дочь Люциуса Л. Хаббарда (1849—1933), изучавшего минералогию в Боннском университете, и его жены Фрэнсис (1852—1927). Флаэрти окончила колледж Брин-Мар в 1905 году, изучала музыку и поэзию в Париже, а также был секретарём местного общества суфражисток. Она познакомилась с Робертом Флаэрти в 1903 году в Пейнсдейле, штат Мичиган, где он работал у её отца; они влюбились друг в друга, но Флаэрти, тогда «разнорабочий… без средств и без особых ожиданий», был уволен её отцом, после чего у Фрэнсис случился нервный срыв, и её лечили в санатории в Дансвилле, Нью-Йорк. Флаэрти отправилась в Британскую Колумбию. Фрэнсис посетила его там летом 1908 года, но они поссорились, и Фрэнсис разорвала помолвку и вернулась на восток.
В течение следующих нескольких лет она «отправилась в Нью-Йорк и Париж, чтобы продолжить обучение в консерватории по музыке и фортепиано, а в 1911 году она побывала в Вест-Индии и Южной Америке». 12 ноября 1914 года она вышла замуж за Флаэрти во время гражданской церемонии в Нью-Йорке; неясно, как их отношения были восстановлены: «Легенда гласит, что она послала ему поздравительную телеграмму о заслушивании сообщений о его возвращении с повторным обнаружением островов Белчер; он отреагировал ответом, включавшим предложение о браке». Она сама написала в своём профиле для десятого воссоединения своего класса Брин-Мар в 1915 году:

Вернувшись с визитом в мою страну в июле прошлого года, я оказался захваченным войной и вдвойне пойманной в трудностях старого романа. Я вышла замуж за своего мужа по нескольким очень простым причинам: 1. Потому что врождённое чувство сохранения его собственного гения спасло его от всех учебных заведений или любых других учебных заведений. 2. Потому что этот гений предназначен для (а) исследования (Профессия: Разведка и добыча) и (б) музыки и искусства (Авокации: игра на скрипке и портретная фотография).
Флаэрти работала вместе со своим мужем, Робертом Флаэрти, над несколькими фильмами, включая «Луизианскую историю» (1948), за которую она получила номинацию на «Оскар» за «Лучший литературный первоисточник». Вместе со своим мужем, Флаэрти появилась в полнометражном документальном фильме о фильме «Скрытый и ищущий» (1971), режиссёром которого был Питер Вернер. Фрэнсис была важной частью успеха Роберта Флаэрти в кино. Временами она принимала роль режиссёра, помогала монтировать и распространять его фильмы, даже заключая правительственные контракты на съёмку фильмов для Англии.
В 1955 году она пригласила кинематографистов, критиков, кураторов, музыкантов и других на ферму Флаэрти в Вермонте, центр изучения фильмов, который до сих пор существует как семинар Флаэрти.
У пары было три дочери, Барбара ван Инген, Моника Флаэрти Фрассетто и Фрэнсис Рор, и они оставались в браке до смерти Роберта в 1951 году.
Флаэрти умерла 22 июня 1972 года в Даммерстоне, штат Вермонт.